# 자카르타
자카르타(인도네시아어: Jakarta, 문화어: 쟈까르따)는 인도네시아의 수도이자 최대 도시이다. 정식 명칭은 자카르타 특수지역(인도네시아어: Daerah Khusus Jakarta)이다.
옛 이름은 바타비아(Batavia)이며 자와섬 북서 기슭에 위치해 있다. 해안에서 가까운 상업 시가지와 Pakubuwono, Pondok Indah 등의 아파트가 밀집한 신시가지로 나뉜다. 섬유 공업·조선업 등이 발달해있다. 인구는 1019만 명(2011년)이다. 동남아시아 국가 연합(ASEAN)의 사무국이 자카르타 시에 위치해 있다.
자카르타 시민의 약 80% 이상이 이슬람교를 믿는다. 따라서, 마트에서는 돼지고기를 팔지 않으며, 식당에 Halal(할랄, 허용된 것)이라고 쓰인 안내문이 붙어 있는 데서 찾을 수 있다.

## 역사
자카르타는 본래 '자이야케루타'라고 불리었다가 순다끌라빠로 바뀌었고, 네덜란드가 '바타비아'라고 명하였다.
옛날에는 작은 항구도시였지만, 1619년 네덜란드 동인도 회사가 기지로 사용하면서 발전하기 시작했다. 이때부터 이름이 순다끌라빠에서 바타비아라고 개칭되었다. 제2차 세계 대전이 발발하자 자카르타는 일본이 점령하고, 점령 이후인 1942년에 일본 군정에 의해 다시 자카르타로 이름이 바뀌었다.
인도네시아의 독립 이후에는 다른 지방에서 인구가 대량으로 유입해 아시아에서 큰 규모를 가지는 도시가 되었다. 1962년(1차)과 2018년(2차)에는 아시안 게임이, 1963년에는 가네포가, 1979년(1차), 1987년(2차), 1997년(3차)에는 동남아시아 경기 대회가 개최되었고, 1991년에는 맥도날드 햄버거가 자카르타에 상륙하였다. 현재 자카르타는 2016년 완공을 목표로 자카르타 MRT를 건설 중이었으나 수차례 완공이 지연되어 2019년 3월 24일 인도네시아 대통령 조꼬 위도도의 주관으로 개통식을 진행했다. 2018년 아시안 게임은 56년만에 인도네시아에서 두 번째로 열렸다.
2019년 6월 11일 자카르타 LRT(경전철) 1단계 구간인 북자카르타의 끌라빠가딩에서 동자카르타의 벨로드롬 경기장까지 5.8km 구간 무료 시범운행이 시작됐다.
다른 개발 도상국의 수도와 같이 주택 문제, 사회 간접 시설의 부족 등 여러 도시문제를 가지고 있다. 이 곳은 아침, 저녁으로 일어나는 러시아워가 서울, 도쿄보다도 심하며, 일부 구간에서는 오전 9시, 오후 8시 이후까지도 교통 체증이 일어난다.

## 행정구역

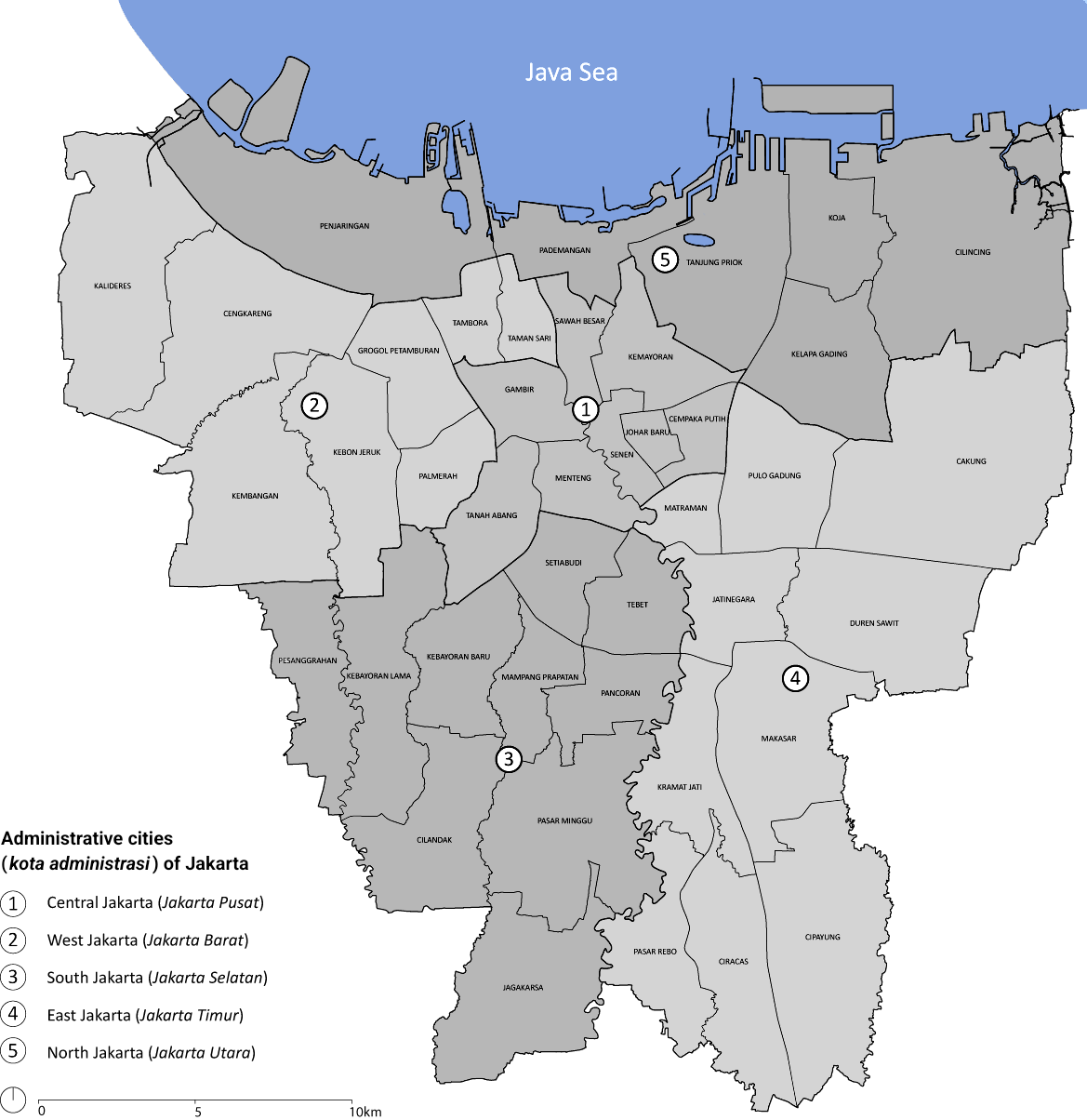
자카르타 주의 행정구역도. 자카르타는 총 여섯 개의 권역으로 나뉘며, 하나의 권역은 다시 여러 개의 구로 분할되어 있다.

자카르타는 총 다섯 개의 권역 (Kota Administratif, 행정시)과 하나의 도 (Kabupaten Administratif)로 구성되어 있으며, 각각의 권역에는 시장이 임명된다. 각 권역과 도는 다시 구와 읍 (Kecamatan)으로 나뉜다. 자카르타의 다섯 권역은 다음과 같다.
- 중앙자카르타 (Jakarta Pusat) - 자카르타에서 가장 작은 시면서도 자카르타의 정치와 행정기관이 집중된 지역이기도 하다. 총 8개의 구로 나뉜다. 중앙자카르타에는 넓은 공원과 네덜란드 식민지 시절 건물들이 여러 곳 자리한 것이 특징이며, 주요 건축물로는 모나스 국립기념관, 이스티글랄 모스크, 자카르타 성당, 국립박물관 등이 있다.[3]
- 서자카르타 (Jakarta Barat) - 자카르타의 중소규모 산업체가 가장 많이 몰려있는 지역으로 총 8개 구로 나뉜다. 이곳에는 자카르타 차이나타운과 네덜란드 식민지 시절 건축물이 위치해 있으며 주요 건축물로는 랑감 빌딩과 붉은 별장인 토코 메라 등이 있다. 자카르타의 구도심에 해당된다.[4]
- 남자카르타 (Jakarta Selatan) - 본래 자카르타의 위성도시로 개발된 지역으로 대규모 쇼핑센터와 부유층 주택단지가 자리해 있다. 총 10개 구로 나뉜다.[5] 자카르타의 업무지구는 남자카르타의 세티아부디 구에 집중되어 있는데 이곳은 중앙자카르타의 타나아방 구, 수디르만 구와 경계를 나란히 한다.
- 동자카르타 (Jakarta Timur) - 자카르타의 동부를 차지하며, 산업구역 여러 곳이 자리한 지역이다.[6] 테마파크인 타만 미니 인도네시아 인다와 할림 페르다나쿠수마 국제공항이 이곳에 위치해 있다. 총 10개 구로 나뉜다.
- 북자카르타 (Jakarta Utara) - 자카르타의 다섯 권역 중에서 유일하게 자바 해와 접해있는 지역이다. 총 6개 구로 나뉜다. 탄중 프리옥 항이 이곳에 위치해 있으며, 대규모 산업단지가 북자카르타에 집중되어 있다. 17세기 바타비아의 중심지이자 동인도 회사의 무역거래가 집중되던 곳으로 자카르타 구도심에 속한다. 동남아시아 최대 규모의 관광단지인 안촐 드림랜드도 이곳에 위치해 있다.[7]

자카르타의 도는 하나뿐이며 다음과 같다.
- 스리부 섬 (Kepulauan Seribu) - 옛날에는 북자카르타에 속한 구였다. 자바 해에 위치한 군도로서 총 105개의 섬으로 이루어져 있다. 독특하면서도 특별한 생태계로 가치를 인정받아 보존구역으로 지정된 곳이기도 하다. 이곳에서는 다이빙이나 수상자전거, 서핑 등의 해상관광이 활발하게 이뤄진다. 각 섬 사이에는 고속보트와 작은 페리가 주요 교통수단으로 운영되고 있다.[8]

## 인구
| 연도  | 인구       | ±%     |
| ----- | ---------- | ------ |
| 1950  | 1,452,000  | —      |
| 1960  | 2,678,740  | +84.5% |
| 1970  | 3,915,406  | +46.2% |
| 1980  | 5,984,256  | +52.8% |
| 1990  | 8,174,756  | +36.6% |
| 2000  | 8,389,759  | +2.6%  |
| 2010  | 9,625,579  | +14.7% |
| 2020  | 10,562,088 | +9.7%  |
| 출처: |            |        |

## 기후
| 자카르타 (크마요란, 1991년~2020년)의 기후                                         | 자카르타 (크마요란, 1991년~2020년)의 기후 | 자카르타 (크마요란, 1991년~2020년)의 기후 | 자카르타 (크마요란, 1991년~2020년)의 기후 | 자카르타 (크마요란, 1991년~2020년)의 기후 | 자카르타 (크마요란, 1991년~2020년)의 기후 | 자카르타 (크마요란, 1991년~2020년)의 기후 | 자카르타 (크마요란, 1991년~2020년)의 기후 | 자카르타 (크마요란, 1991년~2020년)의 기후 | 자카르타 (크마요란, 1991년~2020년)의 기후 | 자카르타 (크마요란, 1991년~2020년)의 기후 | 자카르타 (크마요란, 1991년~2020년)의 기후 | 자카르타 (크마요란, 1991년~2020년)의 기후 | 자카르타 (크마요란, 1991년~2020년)의 기후 |
| 월                                                                                | 1월                                       | 2월                                       | 3월                                       | 4월                                       | 5월                                       | 6월                                       | 7월                                       | 8월                                       | 9월                                       | 10월                                      | 11월                                      | 12월                                      | 연간                                      |
| --------------------------------------------------------------------------------- | ----------------------------------------- | ----------------------------------------- | ----------------------------------------- | ----------------------------------------- | ----------------------------------------- | ----------------------------------------- | ----------------------------------------- | ----------------------------------------- | ----------------------------------------- | ----------------------------------------- | ----------------------------------------- | ----------------------------------------- | ----------------------------------------- |
| 역대 최고 기온 °C (°F)                                                            | 36.9 (98.4)                               | 34.8 (94.6)                               | 36.0 (96.8)                               | 35.9 (96.6)                               | 36.1 (97.0)                               | 36.3 (97.3)                               | 35.6 (96.1)                               | 35.6 (96.1)                               | 37.1 (98.8)                               | 37.9 (100.2)                              | 37.1 (98.8)                               | 36.7 (98.1)                               | 37.9 (100.2)                              |
| 일평균 최고 기온 °C (°F)                                                          | 31.0 (87.8)                               | 30.8 (87.4)                               | 32.1 (89.8)                               | 32.8 (91.0)                               | 33.2 (91.8)                               | 32.9 (91.2)                               | 32.7 (90.9)                               | 33.0 (91.4)                               | 33.4 (92.1)                               | 33.4 (92.1)                               | 32.8 (91.0)                               | 32.0 (89.6)                               | 32.5 (90.5)                               |
| 일일 평균 기온 °C (°F)                                                            | 27.5 (81.5)                               | 27.3 (81.1)                               | 28.0 (82.4)                               | 28.4 (83.1)                               | 28.7 (83.7)                               | 28.4 (83.1)                               | 28.2 (82.8)                               | 28.3 (82.9)                               | 28.6 (83.5)                               | 28.8 (83.8)                               | 28.4 (83.1)                               | 28.0 (82.4)                               | 28.2 (82.8)                               |
| 일평균 최저 기온 °C (°F)                                                          | 25.2 (77.4)                               | 25.2 (77.4)                               | 25.5 (77.9)                               | 25.6 (78.1)                               | 25.8 (78.4)                               | 25.5 (77.9)                               | 25.3 (77.5)                               | 25.3 (77.5)                               | 25.5 (77.9)                               | 25.6 (78.1)                               | 25.6 (78.1)                               | 25.5 (77.9)                               | 25.5 (77.9)                               |
| 역대 최저 기온 °C (°F)                                                            | 20.6 (69.1)                               | 20.6 (69.1)                               | 20.6 (69.1)                               | 20.6 (69.1)                               | 21.1 (70.0)                               | 19.4 (66.9)                               | 19.4 (66.9)                               | 19.4 (66.9)                               | 18.9 (66.0)                               | 20.6 (69.1)                               | 20.0 (68.0)                               | 19.4 (66.9)                               | 18.9 (66.0)                               |
| 평균 강수량 mm (인치)                                                             | 373.3 (14.70)                             | 381.4 (15.02)                             | 210.4 (8.28)                              | 164.1 (6.46)                              | 103.2 (4.06)                              | 80.4 (3.17)                               | 77.7 (3.06)                               | 51.5 (2.03)                               | 61.0 (2.40)                               | 112.2 (4.42)                              | 134.8 (5.31)                              | 183.3 (7.22)                              | 1,933.3 (76.11)                           |
| 평균 강수일수 (≥ 1.0 mm)                                                          | 17.5                                      | 17.9                                      | 14.1                                      | 11.5                                      | 8.2                                       | 6.2                                       | 4.8                                       | 3.3                                       | 4.0                                       | 7.4                                       | 10.4                                      | 12.8                                      | 118.1                                     |
| 평균 상대 습도 (%)                                                                | 85                                        | 85                                        | 83                                        | 82                                        | 82                                        | 81                                        | 78                                        | 76                                        | 75                                        | 77                                        | 81                                        | 82                                        | 81                                        |
| 출처 1: 세계기상기구                                                              |                                           |                                           |                                           |                                           |                                           |                                           |                                           |                                           |                                           |                                           |                                           |                                           |                                           |
| 출처 2: Sistema de Clasificación Bioclimática Mundial, 덴마크 기상학회 (상대습도) |                                           |                                           |                                           |                                           |                                           |                                           |                                           |                                           |                                           |                                           |                                           |                                           |                                           |

## 국제 학교
이들 국제학교는 모두 교복을 입는다.
- 래플즈 인터내셔널 크리스천 스쿨 (영어 사용)
- 자카르타 국제학교 (영어 사용)
- 영국 국제학교 (영어 사용)
- 싱가폴 국제학교 (영어 사용)
- 자카르타한국국제학교 (한국어 사용)
- 오스트레일리아 국제학교 (영어 사용)

## 유명 관광지
- 모나스

## 프로스포츠 구단
- 페르시아 자카르타 (축구)
- 페르시타라 자카르타 우타라 (축구)
- 자카르타 FC (축구)
- 델 아스팍 자카르타 (농구)
- 스타디움 자카르타 (농구)
- 사트리아 무아 브리타마 자카르타 (농구)

## 자매 도시
- 사우디아라비아 지다
- 대한민국 서울특별시
- 중국 베이징
- 독일 베를린
- 튀르키예 이스탄불
- 미국 로스앤젤레스
- 미국 뉴욕시
- 프랑스 파리
- 네덜란드 로테르담
- 일본 도쿄도
- 태국 방콕
- 모로코 카사블랑카
- 팔레스타인 동예루살렘
- 베트남 하노이
- 파키스탄 이슬라마바드
- 우크라이나 키이우
- 모잠비크 마푸토
- 러시아 모스크바
- 조선민주주의인민공화국 평양시
- 인도 뭄바이

## 같이 보기
- 자와섬